# اوشتسک
اوشتسک (به لهستانی:  Osieck) یک روستا در لهستان است که در گمینا اوشتسک واقع شده‌است. اوشتسک ۹۲۰ نفر جمعیت دارد.